# ISO 3166-2:TG
ISO 3166-2:TG – kody ISO 3166-2 dla Togo.
Kody ISO 3166-2 to część standardu ISO 3166 publikowanego przez Międzynarodową Organizację Normalizacyjną. Kody te są przypisywane głównym jednostkom podziału administracyjnego, takim jak np. województwa czy stany, każdego kraju posiadającego kod w standardzie ISO 3166-1. 
Aktualnie (2017) dla Togo zdefiniowano kody dla 5 regionów.
Pierwsza część oznaczenia to kod Togo zgodnie z ISO 3166-1, natomiast druga część oznaczenia znajdująca się po myślniku to jednoliterowy kod jednostki administracyjnej.

## Kody ISO
| Kod ISO | Nazwa jednostki administracyjnej | Rodzaj jednostki administracyjnej |
| ------- | -------------------------------- | --------------------------------- |
| TG-C    | Centre                           | region                            |
| TG-K    | Kara                             | region                            |
| TG-M    | Maritime                         | region                            |
| TG-P    | Plateaux                         | region                            |
| TG-S    | Savanes                          | region                            |